# August Buttmann
August Buttmann (* 21. März 1806 in Berlin; † Februar 1890 ebenda) war ein klassischer Philologe. 
Buttmann war 1868/69 Rektor am Prenzlauer Gymnasium. Er war seit 1856 Professor für klassische Philologie. Er war ein Sohn von Philipp Buttmann und Bruder von Alexander Buttmann und des Theologen Philipp Buttmann.

## Schriften
- Kurzgefasste Geographie von Alt-Griechenland. Ein Leitfaden für den Unterricht in der griechischen Geschichte und die griechische Lectüre auf höheren Unterrichts-Anstalten. Nicolai, Berlin 1872, (Digitalisat).